# Fulco Luigi Ruffo-Scilla
Fulco Luigi Ruffo-Scilla (Palermo, 6 de abril de 1840 – Roma, 29 de maio de 1895) foi um cardeal italiano da Igreja Católica, Camerlengo do Sacro Colégio dos Cardeais.

## Biografia
De família patrícia napolitana, foi o terceiro dos quatro filhos de Fulco Antonio Ruffo di Calabria (1801-1848), nono príncipe de Scilla, que foi ministro de Nápoles em Turim, e Eleonora Galletti (1810-1885). Os outros irmãos foram Fulco Beniamino (1848-1901), que foi prefeito de Nápoles e avô da rainha Paula da Bélgica, Salvatore e Francesco. Portanto, era sobrinho-neto do Cardeal Luigi Ruffo Scilla (1801). Outros cardeais de outro ramo da família foram Tommaso Ruffo (1706), Antonio Maria Ruffo (1743) e Fabrizio Dionigi Ruffo (1791).
Seus estudos primários foram com os Barnabitas no Colégio de Pontecorvo (1850-1856) e depois, estudou no Pontifício Seminário Romano, onde obteve a licenciatura em teologia em 3 de setembro de 1860 e uma licenciatura em utroque iuris em direito civil e canônico, em 15 de julho de 1864.
Foi ordenado padre em 20 de setembro de 1862, em Roma. Foi nomeado Prelado doméstico de Sua Santidade, em 13 de março de 1868. Tornou-se protonotário apostólico ad instar participarium, em 26 de março de 1873 e, em 19 de abril de 1877, foi nomeado Auditor da Câmara Apostólica.
Sepiacci foi nomeado arcebispo de Chieti e Vasto pelo Papa Leão XIII em 28 de dezembro de 1877, recebendo o pálio nesse mesmo dia e sendo consagrado na Arquibasílica de São João de Latrão em 6 de janeiro de 1878 por Flavio Chigi, arcipreste da Arquibasílica de São João de Latrão, coadjuvado por Félix-Marie de Neckere, ecônomo da Fábrica de São Pedro, e por Filippo Manetti, secretário da Sagrada Congregação para as Visitas Apostólicas.
Foi assistente no Trono Pontifício, nomeado em 21 de junho de 1881. Foi nomeado como Núncio apostólico na Baviera e transferido para a sé titular de Petra em 23 de maio de 1887, onde ficou até 14 de dezembro de 1891. Foi ainda Mestre da Casa Pontifícia e prefeito do Palácio Apostólico, em 20 de março de 1889.
Foi criado cardeal pelo Papa Leão XIII no Consistório de 14 de dezembro de 1891, recebendo o barrete vermelho e o título de cardeal-presbítero de Santa Maria na Traspontina em 17 de dezembro. Foi Camerlengo do Sagrado Colégio dos Cardeais, de 18 de maio de 1894 a 18 de março de 1895.
Morreu em 29 de maio de 1895, em Roma. Foi velado na igreja de San Rocco all'Augusteo e sepultado na capela do capítulo vaticano no cemitério Campo di Verano.